# Triptolemosz
Triptolemosz (ógörögül: Τριπτόλεμος – Triptolemosz, latinul: Triptolemus) mitológiai személy az ókori görög mitológiában.

## Mitológiai szereplése

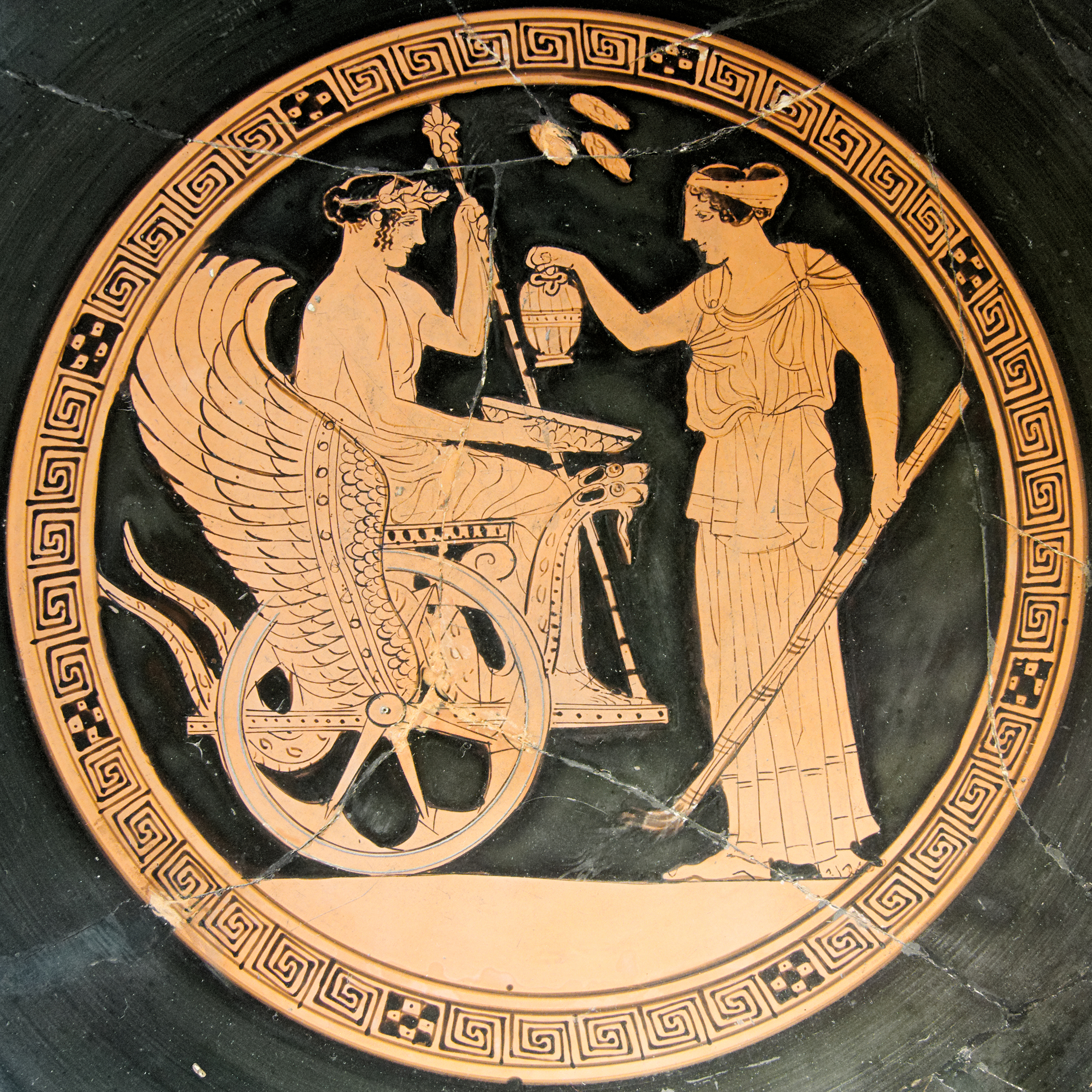
Triptolemosz a sárkányok vontatta szekéren

Triptolemosz Eleuszi királyfi volt, Keleosz és Metaneira fia. Nevének jelentése: háromszor harcoló. Perszephoné elrablása után ő vezette először nyomra a lányát kereső Démétért. Az istennő ezért, hogy meghálálja Triptolemosz tettét és a szíves fogadtatást, amelyben az ifjú szülei részesítették, megtanította a gabonatermesztés titkára. Szárnyas sárkányoktól vont szekeret is adományozott neki, hogy azon járva tudását mindenfelé elterjeszthesse. Az istennő később is őrködött Triptolemosz sorsa felett, amikor a fiút egy ellensége, Lycinus, a szkíták királya meg akarta ölni, Démétér hiúzzá változtatta, így megmentve őt a haláltól.
A róla szóló történetet a Démétérhez szóló nagy homéroszi himnusz adja elő. Több ókori vázakép mutatja őt sárkányfogatán, Démétér és Perszephoné társaságában.  A búzakalász átadásának pillanatában ábrázolja ugyanezt a három alakot egy dombormű, amelyet Eleusziszban a szentély romjai között találtak. Szerepet kap Eumélosz és Antheiasz mítoszában is.